# Kenmore (Washington)
Kenmore és una població dels Estats Units a l'estat de Washington. Segons el cens del June 1, 2004 tenia 19.353 habitants.

## Demografia
Segons el cens del 2000, Kenmore tenia 18.678 habitants, 7.307 habitatges, i 4.961 famílies. La densitat de població era de 1.168,8 habitants per km².
Dels 7.307 habitatges en un 33,5% hi vivien nens de menys de 18 anys, en un 56,1% hi vivien parelles casades, en un 8,2% dones solteres, i en un 32,1% no eren unitats familiars. En el 24,1% dels habitatges hi vivien persones soles el 6,9% de les quals corresponia a persones de 65 anys o més que vivien soles. El nombre mitjà de persones vivint en cada habitatge era de 2,54 i el nombre mitjà de persones que vivien en cada família era de 3,03.
Per edats la població es repartia de la següent manera: un 24,5% tenia menys de 18 anys, un 7,5% entre 18 i 24, un 31,9% entre 25 i 44, un 25,8% de 45 a 60 i un 10,3% 65 anys o més.
L'edat mediana era de 38 anys. Per cada 100 dones de 18 o més anys hi havia 96,7 homes.
La renda mediana per habitatge era de 61.756 $ i la renda mediana per família de 72.139 $. Els homes tenien una renda mediana de 50.160 $ mentre que les dones 35.570 $. La renda per capita de la població era de 31.692 $. Aproximadament el 4,8% de les famílies i el 5,7% de la població estaven per davall del llindar de pobresa.

## Poblacions més properes
El següent diagrama mostra les poblacions més properes.